# Sci alpinismo al XVI Festival olimpico invernale della gioventù europea
Le gare di sci alpinismo al XVI Festival olimpico invernale della gioventù europea si sono svolte dal 24 al 27 gennaio 2023 alla Ski area di Forni di Sopra, in Italia.
Sono state disputate due gare maschili, due gare femminili e una gara mista, per un totale di 5 gare., a cui hanno preso parte esclusivamente atleti e atlete nati nel 2005 e nel 2006.

## Programma
| Data       | Ora (UTC+1)   | Evento                           |
| ---------- | ------------- | -------------------------------- |
| 22 gennaio | 10:30 - 12:30 | Allenamento                      |
| 23 gennaio | 10:30 - 12:30 | Allenamento                      |
| 24 gennaio | 10:30 - 14:00 | Sprint maschile e femminile      |
| 25 gennaio | 10:30 - 14:00 | Staffetta sprint mista           |
| 26 gennaio | 10:30 - 12:30 | Allenamento                      |
| 27 gennaio | 09:00 - 11:00 | Individuale maschile e femminile |

## Podi

### Ragazzi
| Evento                 | Oro         | Tempo   | Argento           | Tempo   | Bronzo         | Tempo   |
| Sprint (dettagli)      | Erik Canovi | 2:30.56 | David Jost        | 2:40.44 | Martino Utzeri | 2:52.19 |
| Individuale (dettagli) | Erik Canovi | 52:44.9 | Marcello Scarinzi | 54:47.3 | Silvano Wolf   | 54:58.7 |

### Ragazze
| Evento                 | Oro                 | Tempo   | Argento          | Tempo     | Bronzo            | Tempo     |
| Sprint (dettagli)      | Laia Sellez Sanchez | 3:09.   | Malin Indergaard | 3:19.39   | Eva Matejovicov   | 3:23.76   |
| Individuale (dettagli) | Laia Sellez Sanchez | 59:43.7 | Malin Indergaard | 1h00:32.5 | Melissa Bertolina | 1h00:52.8 |

### Misto
| Evento                      | Oro                                                  | Tempo    | Argento                                   | Tempo    | Bronzo                                 | Tempo    |
| Staffetta sprint (dettagli) | Spagna 1 Laia Sellez Sanchez Miguel Fenoll Fernandez | 42:47.50 | Svizzera 1 Lynn Pollinger Mathieu Pharisa | 43:12.07 | Italia 1 Melissa Bertolina Erik Canovi | 43:14.65 |

## Medagliere
| Posiz. | Nazione   | Oro | Argento | Bronzo | Totale |
| ------ | --------- | --- | ------- | ------ | ------ |
| 1      | Spagna    | 3   | 0       | 0      | 3      |
| 2      | Italia    | 2   | 1       | 3      | 6      |
| 3      | Norvegia  | 0   | 2       | 0      | 2      |
| 4      | Germania  | 0   | 1       | 0      | 1      |
| 4      | Svizzera  | 0   | 1       | 0      | 1      |
| 6      | Austria   | 0   | 0       | 1      | 1      |
| 6      | Rep. Ceca | 0   | 0       | 1      | 1      |
| Totale | Totale    | 5   | 5       | 5      | 15     |